# 辰巳琢郎
辰巳 琢郎（たつみ たくろう、1958年8月6日 - ）は、日本の俳優、タレント。タクスオフィス所属および代表取締役社長。身長181cm、体重73kg。
母方の実家の石川県小松市の病院で生まれ、大阪府大阪市住之江区（旧住吉区）育ち。結婚後に枚方市に約10年間在住、現在は東京都在住。大阪市立敷津浦小学校、大阪教育大学附属天王寺中学校、大阪教育大学附属高等学校天王寺校舎、京都大学文学部卒業。1男1女あり（長男は一般人で医師、長女は辰巳真理恵）。義父は枚方市民病院元名誉院長で外科医だった森田邦夫。父親は大島渚と京都大学で同窓だった。

## 来歴
つかこうへい事務所初の大阪公演『ストリッパー物語』を観て感化され、高校時代に友人の堤啓介（後にNHKに入局）と演劇愛好会劇団軟派船を結成。
大学在学中には卒塔婆小町（劇団そとばこまち）を主宰、初代座長を務める（当時の芸名は「つみつくろう」）。劇団員には川下大洋や生瀬勝久らがいた。大学卒業と同時に『ロマンス』にてヒロインの相手役に抜擢されて以降、知的で端正な二枚目ぶりで個性を発揮。
近畿大学文芸学部客員教授、国連WFP協会顧問、観光庁アドバイザーなども務めている。日本棋院評議員として囲碁のオリンピック正式種目化を目指している。
2008年、小笠原諸島返還40周年大使に任命された。賞歴には法務大臣感謝状などがある。
2019年4月7日投開票の大阪府知事選挙に際し、二階俊博幹事長から直々に打診を受け自由民主党から立候補を要請されるが、辞退した。

## 人物
クイズ番組に数多く出演し優勝している。『たけし・逸見の平成教育委員会』においては驚異的な正解率（ときには全問正解も遂げる）を誇り、芸能界のクイズ王と言われた。先生役の北野武からはラサール石井と共に絶賛された。これが縁で『決戦!クイズの帝王』の司会をラサールと共に務めた。しかし『クイズ$ミリオネア』では、満額の1000万円がかけられた最終問題に挑戦で誤答したため獲得賞金は100万円となった。
無類のワイン通で、2001年に日本ソムリエ協会のソムリエ・ドヌール（名誉ソムリエ）となる。2005年から長野県原産地呼称管理制度のワイン官能審査委員を務める（BSフジの『辰巳琢郎のワイン番組』やBSジャパンの『辰巳琢郎の葡萄酒浪漫』の司会も担当）。2018年11月より「日本のワインを愛する会」会長を務める。

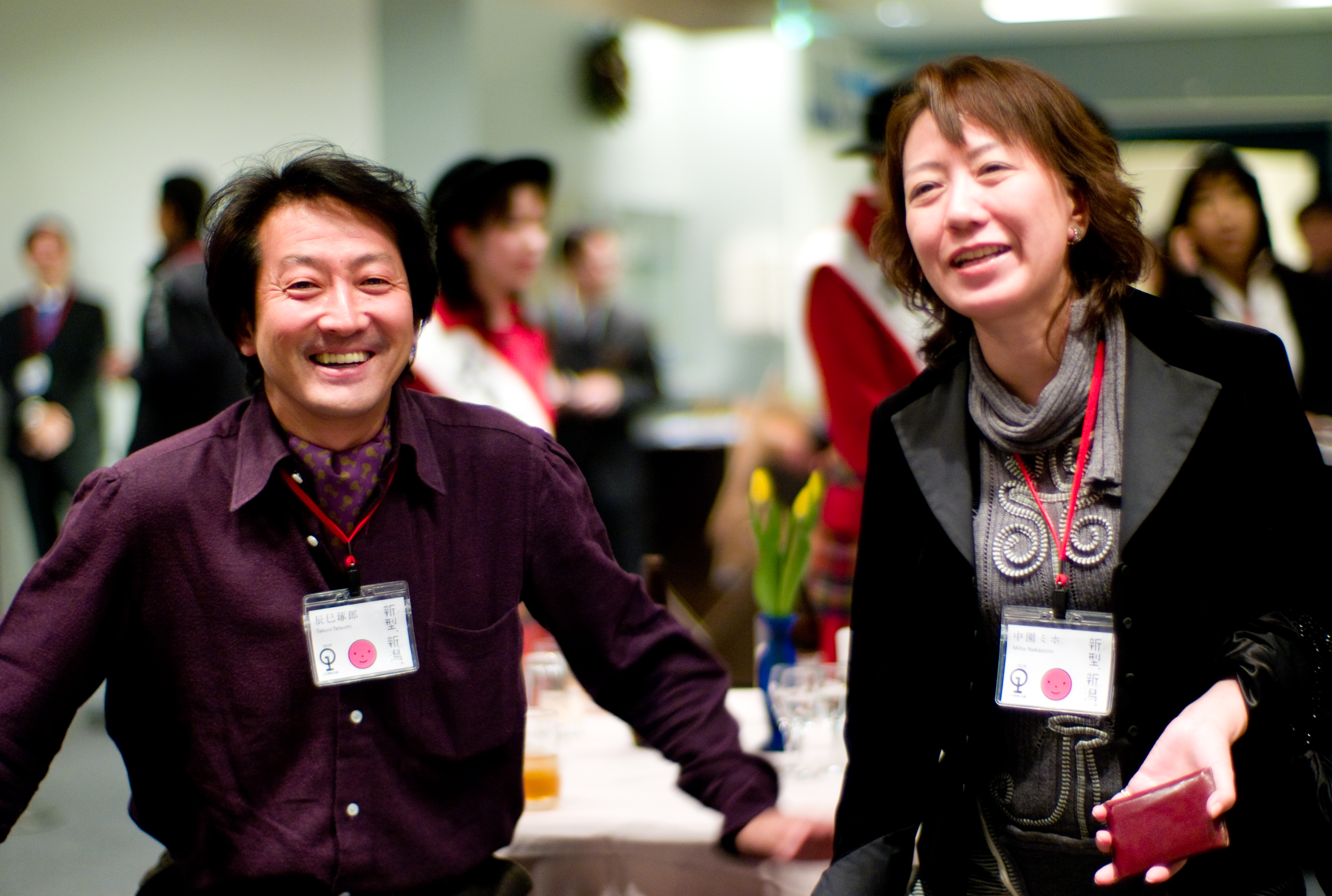
右:脚本家の中園ミホと（2007年）

自身を怠け者と評しており、撮影が過密なテレビドラマやバラエティ番組よりも、スケジュールに余裕がある映画を好んでいる。
『ONE PIECE』のファン。
幼少期にはゴジラシリーズをよく観ており、学生時代に演じた『夏の夜の夢』ではロバをキングギドラに置き換えたこともあったという。平成シリーズは、自身が『ゴジラvsデストロイア』（1995年）に出演が決まってから観たが、ゴジラが正義の味方というイメージを持つ世代であったことから、ゴジラを悪役として描いていたことに違和感を持ったという。後年には、『シン・ゴジラ』（2016年）を観てゴジラは怖い存在の方が良いかもしれないと思ったという。
娘は医者を志していたが、「父（=辰巳）の舞台を見て、声楽の道へ方向転換した」という。
2011年3月11日に発生した東日本大震災について、被災地である宮城県石巻の知人から「この状況を、たくさんの人に伝えて下さい。死体がゴロゴロなんですから。避難所にいるのに、食糧がなく、子供が餓死してるんですよ。お願いします、辰巳さん!」との衛星電話がかかってきたと同月15日のブログに掲載。シネマトゥデイで3月19日に掲載された。しかし、宮城県で公式に避難所での死者が確認されたのは3月19日であり、子供の餓死ではなく老人の病死であった。3月21日のブログで、再び連絡が取れた知人に確認した訂正と補足として「指定避難所ではなく、『避難していた場所』だった」「食料はあったが、食べることができずに死んでいった子供のことを『餓死』と表現した」等発言内容を修正、「『子供が餓死』という言葉が、凄まじいエネルギーを持ってネットの世界を、それこそ津波のように広がったことには、発信元として少し反省もしています」とした。

## 出演

### 映画
- 女殺油地獄（1992年、松竹） - 河内屋太兵衛
- 橋のない川（1992年、東宝） - 村上秀昭
- 夜逃げ屋本舗2（1993年、東宝）- 嶋田洋
- ゴジラvsデストロイア（1995年、東宝）- 伊集院研作[3]
- 大失恋。（1995年、東映）- 藤川
- 破線のマリス（2000年、 アスミック・エース ） - 須崎課長
- 手紙（2002年） - 黒沢万作
- レディ・ジョーカー（2004年、東映） - 城山武郎
- 石井のおとうさんありがとう（2004年） - 大原孫三郎
- 恋する彼女、西へ。（2008年）-  高田課長
- 結び目 (映画)（2010年）-  奥津克己
- 龍三と七人の子分たち（2015年、ワーナー・ブラザース映画 ）- 榊
- 地の塩 山室軍平（2017年） - 新島襄
- ミュジコフィリア（2021年）
- サイレントラブ（2024年、ギャガ )[11]
- わたしのかあさん-天使の詩-（2024年） - 河合信夫[12]
- 掟（2024年）[13]
- シンペイ〜歌こそすべて（2025年） - 東儀鉄笛[14]

### テレビドラマ
- 連続テレビ小説 (NHK)
  - ロマンス（1984年）- 香木真之助
  - はっさい先生（1987年 - 1988年）
  - 京、ふたり（1990年）- 山越新二
  - 天花（2004年）- 加瀬豪
  - カーネーション（2012年）- 院長・龍村英一
  - あさが来た（2015年）- 眉山栄達
- 銀河テレビ小説（NHK）
  - 暗闇のセレナーデ（1985年9月9日 - 10月9日）
- 少女に何が起ったか（1985年、TBS・大映テレビ）- 東音楽大学助教授 大津光三
- それいけ！ズッコケ三人組（1985年、関西テレビ・宝塚映像）- 辰巳記者
- スケバン刑事II 少女鉄仮面伝説 第5話（1985年、フジテレビ・東映）- 修好塾塾長・田沼正二郎
- 火曜サスペンス劇場（日本テレビ系）
  - 「松本清張スペシャル・夜光の階段」（1986年4月、松竹・『霧』企画）- 佐山道夫
  - 「駅に佇つ人」（1986年、NTV映像センター）
  - 「引き裂かれた夜」（1988年7月5日、NTV映像センター）
  - 「松本清張スペシャル・家紋」（1990年2月、松竹・『霧』企画）
  - 「あの人の匂い」（2002年）
  - 「検事 霞夕子25」（2005年）
- 花いちばん（1986年、読売テレビ）- 佐原和幸
- 必殺仕事人V旋風編 第5話「主水、X'マスプレゼントする」（1986年、朝日放送・松竹）- 宗次郎
- あまえないでヨ!（1987年、フジテレビ）
- 京大アメリカンフットボール部誕生秘話 君に涙は似合わない（1988年、朝日放送・テレパック）
- 花のあすか組! 第18話「スクープされたあすかの秘密」（1988年8月22日、フジテレビ・東映） - 梶谷修
- 京都サスペンス「京都夏祭り殺人事件」（1988年10月、関西テレビ・東宝）
- 長七郎江戸日記 第2シリーズ（日本テレビ系・ユニオン映画）
  - 第26話「蛍火」（1988年10月）- 白井宗之助
  - 第44話「少女の叫び」（1989年）- 大月力
- 織田信長（1989年、TBS）- 服部小平太
- 夏の嵐（1989年、東海テレビ）
- 暴れん坊将軍III 第84話「夫婦そば危機一髪!」（1989年）- 備中松影藩主・相良伊予守、伊平（2役）
- 八百八町夢日記 第1シリーズ 第25話「しのぶ恋、忘れ貝」（1990年、日本テレビ・ユニオン映画）- 三好小平太
- もう誰も愛さない（1991年、フジテレビ）- 米倉俊樹
- 旅情サスペンス「めんこい岩手偽風景」（1991年、関西テレビ・東宝）
- 妻たちの劇場・昔みたい（1991年、フジテレビ・東映）
- 結婚しないかもしれない症候群（1991年、日本テレビ）- 大川徹
- 大河ドラマ（NHK総合）
  - 信長 KING OF ZIPANGU（1992年）- 浅井長政
  - 八代将軍吉宗（1995年）- 徳川綱教
  - 元禄繚乱（1999年）- 大高源五
  - 利家とまつ〜加賀百万石物語〜（2002年）- 前田長種
  - 篤姫（2008年）- 堀田正睦
  - おんな城主 直虎（2017年） ‐ 茶屋四郎次郎
- ひとつ屋根の下（1993年、フジテレビ）
- スチュワーデスの恋人（1994年、TBS）
- 土曜ワイド劇場（テレビ朝日）
  - 『西村京太郎トラベルミステリー・アルプス誘拐ルート』（1989年4月）- 太田隆行
  - 「復讐法廷」（1997年9月）- 広瀬昭
  - 「フリー女子アナの殺人リポート」（2004年 - 2006年）- 槙俊介
  - 「終着駅の牛尾刑事vs事件記者・冴子」シリーズ（2006年 - ）- 那須警部 
    - 「殺人の詩集」（2006年12月23日）
    - 「路」（2007年12月22日）
    - 「致死海流」（2008年12月20日）
    - 「灯（ともしび）」（2009年12月12日）
    - 「完全犯罪の使者」（2010年12月18日）
- 月曜ドラマスペシャル
  - 『浅見光彦シリーズ』（1994年 - 2000年、TBS）- 浅見光彦
  - 「松本清張特別企画・証明」（1994年11月、TBS・大映テレビ・『霧』企画）- 唐谷肇
- 愛をみつけた（1995年、NHK総合）- 主演・宮川大助
- 味いちもんめ（1996年、テレビ朝日）- 古川英明
- 冷たい月（1998年、日本テレビ）- 椎名公平
- 女と愛とミステリー「小早川警視正シリーズ」（テレビ東京）
- 女神の恋（2003年、NHK総合）- 北岡修一
- 水曜プレミア「ねじれた絆〜赤ちゃん取り違え事件の真実〜」（2004年、TBS）
- 月曜ミステリー劇場「捜し屋★諸星光介が走る!2」（2005年、TBSテレビ）
- 浅草ふくまる旅館（2007年、TBS）- 工藤悠介
- アンテナ22特別版特別ドラマスペシャル 総理大臣小泉純一郎（2006年、日本テレビ）- 田中均
- 陽炎の辻〜居眠り磐音 江戸双紙〜（NHK総合）- 速見左近
  - 正月時代劇SP「夢の通い路」（2009年1月3日）
  - 陽炎の辻3〜居眠り磐音 江戸双紙〜（2009年）
  - 正月ドラマSP「海の母」（2010年1月1日）
- 神の雫（2009年1月、日本テレビ）- 藤枝司郎
- ケータイ刑事 銭形結（2010年12月4日〜、BS-TBS）- あさみつひこ
- BS時代劇「薄桜記」（2012年、NHK BSプレミアム）- 長尾権兵衛
- 白衣のなみだ 第一部「余命」（2013年、東海テレビ）- 吉野晃三
- 刑事110キロ 第4話（2013年5月16日、テレビ朝日）- 奈良和彦
- 新春ワイド時代劇「影武者 徳川家康」（2014年1月2日、テレビ東京）- 福島正則
- 向こうの果て（2021年5月14日 - 7月2日、WOWOW） - 木田武[15]
- SUPER RICH 第6話 -（2021年11月18日 - 、フジテレビ） - 森ノ宮昭三
- 柚木さんちの四兄弟。（2024年7月9日 -、NHK総合） - 海津正義

### テレビ・バラエティー/情報
- 平成教育委員会（フジテレビ）
- 辰巳琢郎のくいしん坊!万才（フジテレビ系）
- 連想ゲーム（1988年4月 - 1991年3月、NHK総合）
- 平成教育テレビ'93 スーパータイムSP（1993年、フジテレビ）- 安藤優子・奥山佳恵と共に司会
- TVジェネレーション（1993年4月 - 1994年3月、TBSテレビ）- 山田邦子、松村邦洋と共に司会
- 世界とんでも!?ヒストリー（1993年10月 - 1994年9月、テレビ朝日）
- 味の素のごちそうさま（1996年 - 1998年、日本テレビ）- 大東めぐみと共に司会
- 決戦!クイズの帝王（1996年 - 1997年、テレビ東京）
- 燃えろ!アトランタ王（1996年、テレビ朝日）
- 潜入!24時間（1998年4月 - 9月、テレビ朝日）- 渡辺満里奈と共に司会
- TVクルーズ となりのパパイヤ（フジテレビ）
- 辰巳琢郎のリフォーム夢家族（テレビ東京）
- 情熱エンジン（2005年 - 2009年、仙台放送ほか東北6局）
- 辰巳琢郎のワイン番組（2006年、BSフジ）
- ワンにゃフルライフ（2007年、テレビ東京）
- 超タイムショック芸能人最強クイズ王決定戦SP（2008年6月24日 - 、テレビ朝日）[注釈 3]
- 辰巳琢郎の家物語〜リモデル★きらり (2008年10月4日-2015年9月19日、2018年10月6日 - 、BS朝日）毎週土曜日昼に放送。
- 新春お好み囲碁対局（NHK教育、2012年1月3日、2013年1月3日）
- クイズ雑学王（テレビ朝日） - 不定期出演
- クイズプレゼンバラエティー Qさま!!（テレビ朝日） - 不定期出演
- 辰巳琢郎の葡萄酒浪漫（BSテレ東）
- 今夜くらべてみました（日本テレビ、2014年1月28日）
- ニッポン各駅早周り旅 (2016年10月29日、NHK BSプレミアム)
- 情熱魂（2021年8月25日 - ・テレビ金沢）

### ラジオ
- feel the mind〜最上の出会い〜（2010年・TBSラジオ）※ 片山右京の代打パーソナリティー
- 今日は一日“名曲アルバム”三昧（2011年11月23日、NHK-FM） - MC [16]
- FMシアター「委員会ファイブ」（2013年6月1日、NHK-FM） - 赤星[17]
- 辰巳琢郎と秋本奈緒美の一緒に飲まない？（2018年4月 - 2020年、Tokyo Star RADIO）
- 辰巳琢郎の日本ワインde乾杯!（2020年7月 - 、Tokyo Star RADIO）
- 辰巳琢郎の勝手にコンシェルジュ（2021年7月3日 - 2022年3月26日、TBSラジオ）
- FMシアター 「みなとの子」（2022年10月22日、NHK-FM） - 榎木義郎[18]

### ミュージカル
- サウンド・オブ・ミュージック（2008年8月）- トラップ大佐
- 楽園（2009年8月）- 川村良造

### 舞台
- ファッショナブル（2010年6月）- 芹沢眞一郎
- ケータイ刑事 銭形結 「初恋は死の香り！〜愛はかげろうのように殺人事件」（2010年12月、本多劇場）
- リアルエチュード みんなの家 Girl's STAGE（2011年3月4日、青山円形劇場）- 高橋愛（モーニング娘。）、田中れいな（モーニング娘。）と共演
- 古川オフィス第11回公演「サイモン・ヘンチの予期せぬ一日」（2011年1月 - 2月、全労済ホールスペース・ゼロ）- サイモン・ヘンチ
- ミュージカル『舞妓はレディ』舞台版（2018年3月、博多座） - 北野
- 仮面山荘殺人事件（2019年9月 - 10月、サンシャイン劇場 / サンケイホールブリーゼ / 新潟市民芸術文化会館）
- 舞台『鋼の錬金術師』（2023年3月、新歌舞伎座 / 日本青年館ホール）- キング・ブラッドレイ[19]
- バロック音楽劇『ヴィヴァルディ -四季-』（2023年12月 - 2024年1月、ウインクあいち 大ホール 他） - ジョバンニ[20]
- 舞台「ワインガールズ」 - 松山三四朗の著書の舞台化、劇団Focusの菅野臣太朗の脚本・演出作品（2024年4月 - 5月、シアター1010）[21]
- リーディングと歌で贈る クリスマス・キャロル（2024年12月、あうるすぽっと）[22]

### その他
- 囲碁の時間（1998年度前・後期、NHK）- 講師・梅沢由香里の聞き手
- あなたも参加する刑事裁判〜裁判員制度が始まります〜（2005年、最高裁判所）- ナビゲーター
- Feel the mind〜最上の出会い〜（2010年1月11日〜4月2日、TBSラジオ）- パーソナリティ[注釈 4]
- 名古屋市美術館「レンブラント 光の探求／闇の誘惑」（2011年）- 音声ガイド
- 東京都美術館・神戸市立博物館「英国最高の巨匠 待望の大回顧展!ターナー展」（2013年 - 2014年）- 音声ガイド

### CM
- シャープ ザウルス（1991年-1993年）※「ザウルスひとつ、あとは、いらん」というCMが当時話題になった。
- ミツハシライス（1994年）
- 日清食品 麺の達人（1995年）[23]
- JR北海道（1996年）
  - サスペンスドラマ風に仕立てた旭川〜札幌〜函館の特急列車のCM[注釈 5]
  - 一日散歩きっぷ（普通・快速列車用の乗り放題きっぷ）
- 九州旅客鉄道（JR九州）（2001年）
  - 2001年3月のダイヤ改正に合わせデビューした博多〜小倉〜大分（佐伯）を結ぶ特急列車「白いソニック」のCMで「JR九州臨時広報部長」という肩書きで登場。この時の決めゼリフは「快適な未来は、JR九州がつくる」。
- 日興証券（現：SMBC日興証券）
- 貝印グループ
- キリンビール 秋味（ラサール石井との共演バージョンも）
- ハイポネックスジャパン
- 養命酒
- 武田薬品工業 ベンザブロックL（2008年）
- 大阪前田製菓 （2010年）
  - ABCラジオで放送。中学・高校時代、同社の店舗「甘党まえだ」にしばしば立ち寄っており、同店のみたらし団子が好きだったという縁から出演することになった。
- 救心（2011年）

## 所属団体／役職
- 国連WFP協会 顧問
- 公益財団法人日本棋院 評議員
- 日本のワインを愛する会 会長
- ミス日本酒 審査員・ナデシコプログラム講師
- 近畿大学文芸学部 客員教授

他

## 観光・文化大使
- 京都市観光大使
- 2012年 酒サムライ
- 焼酎大使〔鹿児島県〕
- 韓国伝統酒親善大使
- 京都近鉄百貨店（のちの近鉄百貨店京都店）- イメージキャラクター[24]　他